# Pollo Campero

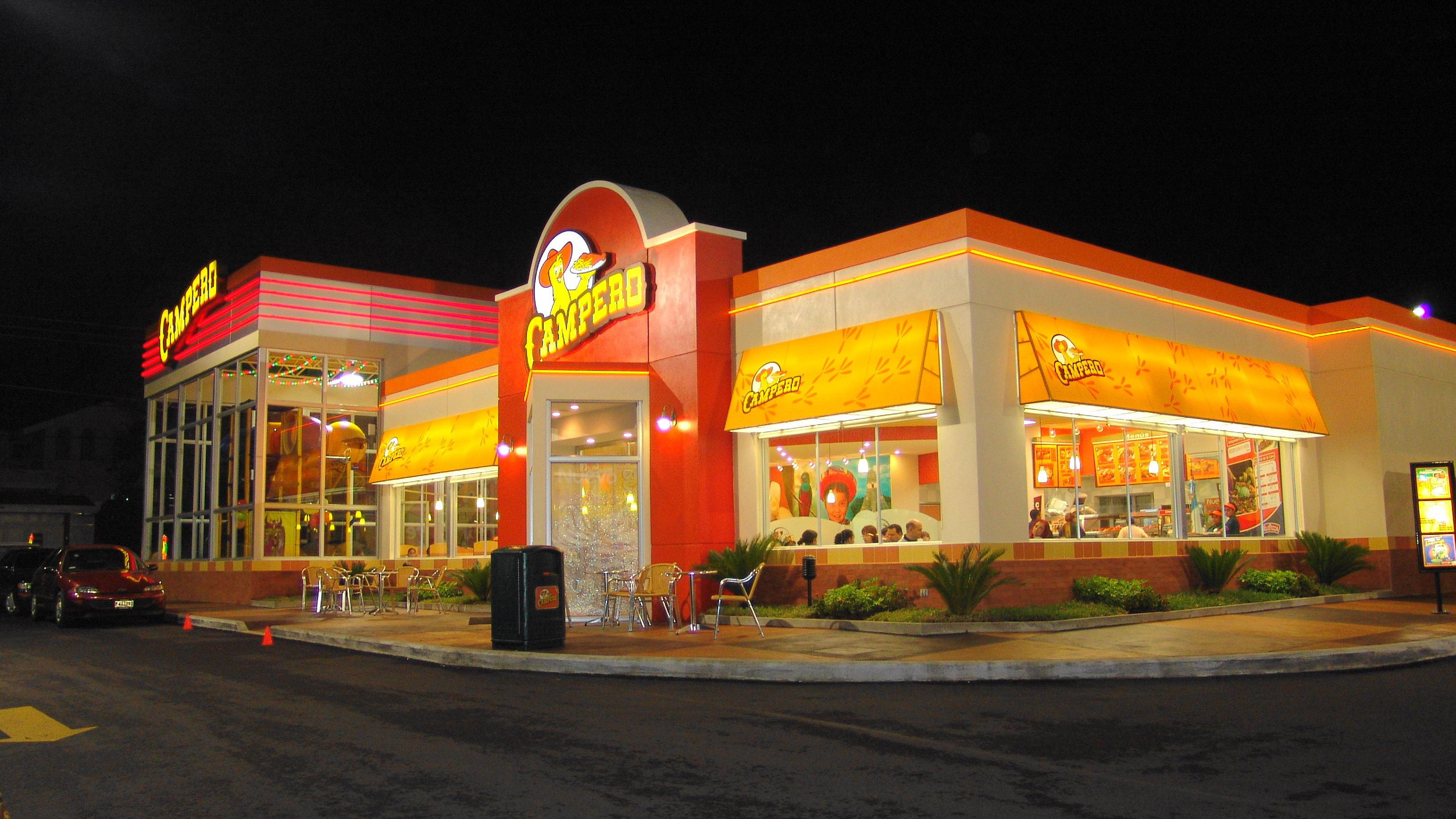
Pollo Campero-Restaurant

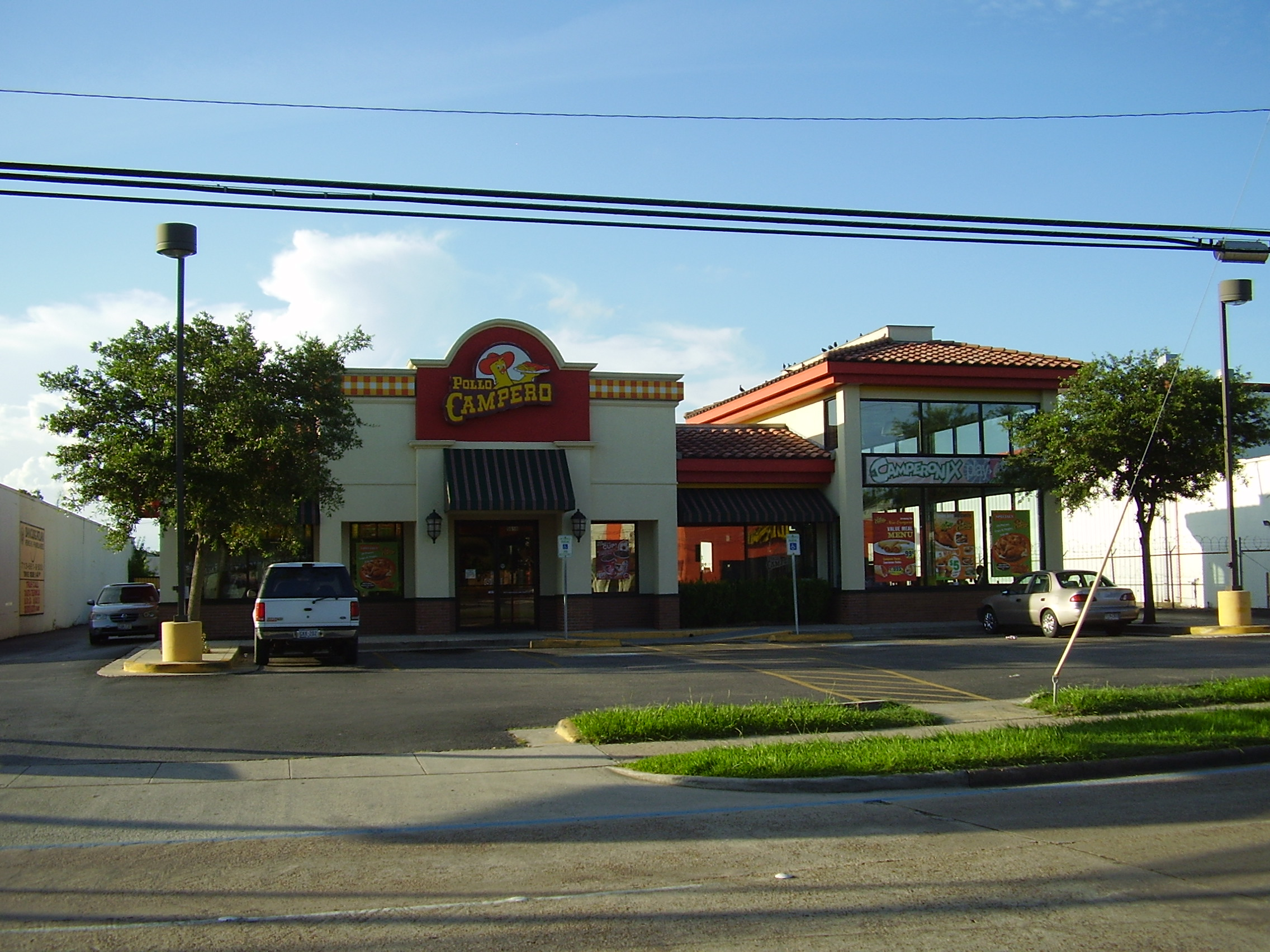
Pollo Campero in Houston, Texas

Pollo Campero (dt. „Freilandhuhn“) ist ein international expandierendes Franchise- und Systemgastronomie-Unternehmen aus Guatemala. 2009 machte das Unternehmen mit 325 Filialen einen Umsatz von 400 Millionen US-Dollar. Die Kette gehört dem Großunternehmen Corporación Multi Inversiones (CMI), einem der größten Zentralamerikas mit 30.000 Mitarbeitern.

## Geschichte
Das erste Pollo Campero-Schnellrestaurant wurde 1971 in Guatemala-Stadt von einer Gruppe guatemaltekischer Unternehmer unter der Führung von Dionisio Gutiérrez, dem Vater des derzeitigen Geschäftsführers Juan José Gutiérrez (* 1958) eröffnet.
1994 begann die Übergabe der ersten Restaurants an Franchisenehmer und eine Expansion in den mittelamerikanischen Nachbarstaaten Guatemalas sowie in Mexiko und dann auch in den USA, insbesondere in Florida und Kalifornien. 2006 eröffnete Pollo Campero sein erstes Restaurant in Madrid, Spanien, 2007 dann auch in Indonesien und in China. In China sollen bis 2015 etwa 500 Restaurants eröffnet werden, in Spanien und Portugal rund 100.
Heute ist das Unternehmen eine der führenden und am stärksten wachsenden Fastfood-Ketten Lateinamerikas. Pollo Campero bietet in seinen Restaurants auf vier Kontinenten unter anderem zahlreiche Menüs (auch Hamburger) auf Brathühnchen- und Eier-Basis an. Für den nordamerikanischen, europäischen und asiatischen Markt gibt es spezielle Angebote.

## Abbildungen

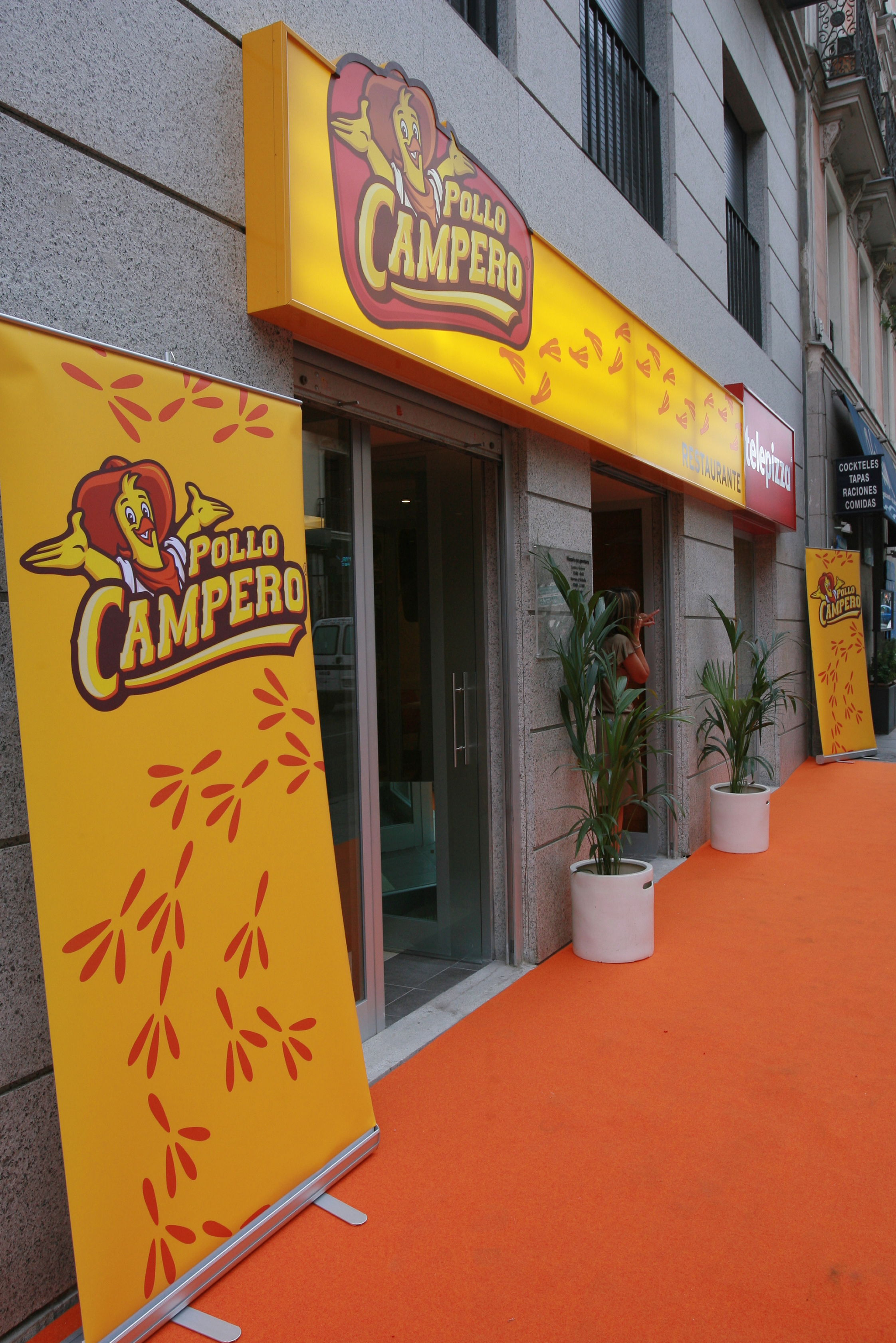
Pollo Campero, Calle Fuencarral 103, Madrid
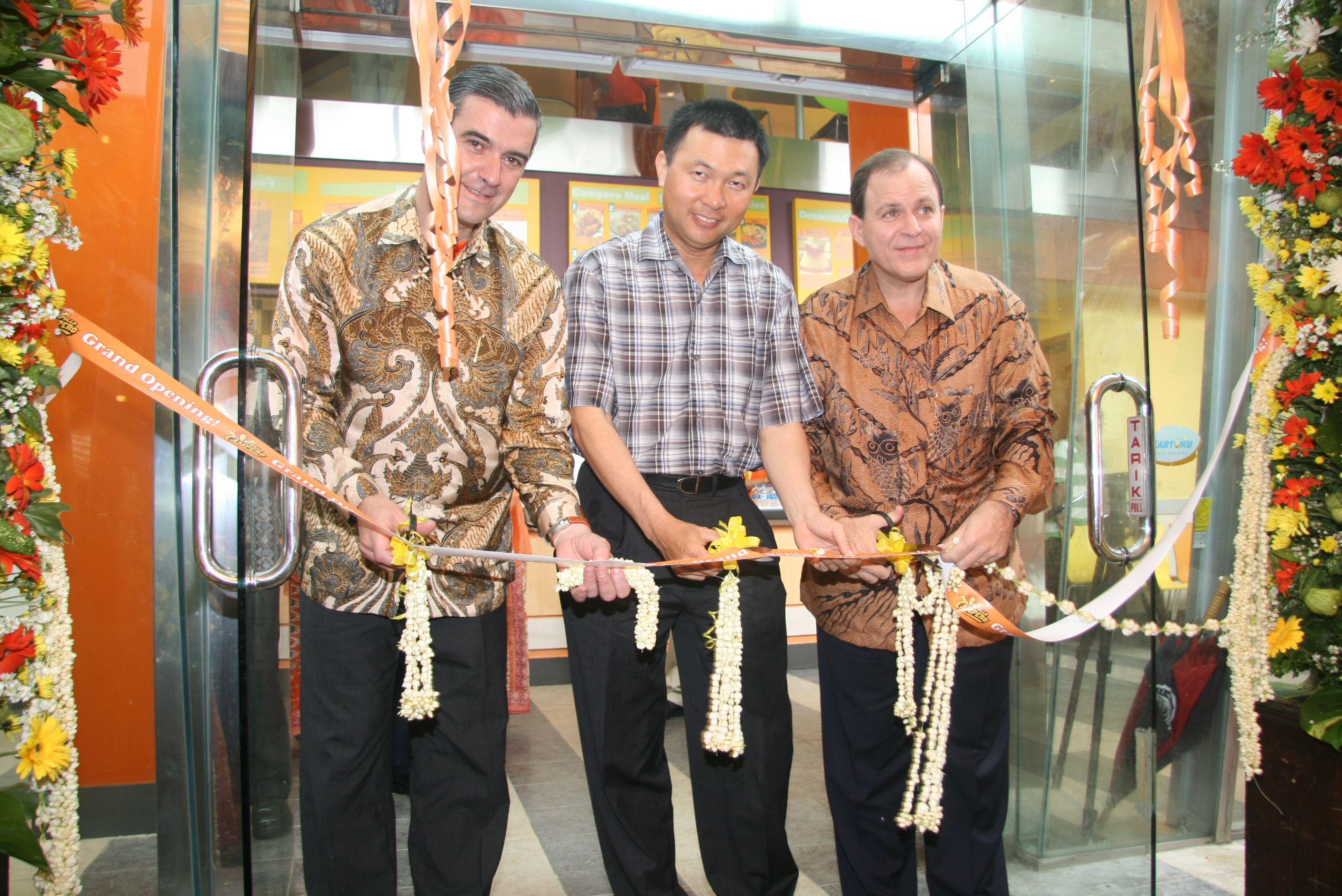
Eröffnung in Jakarta
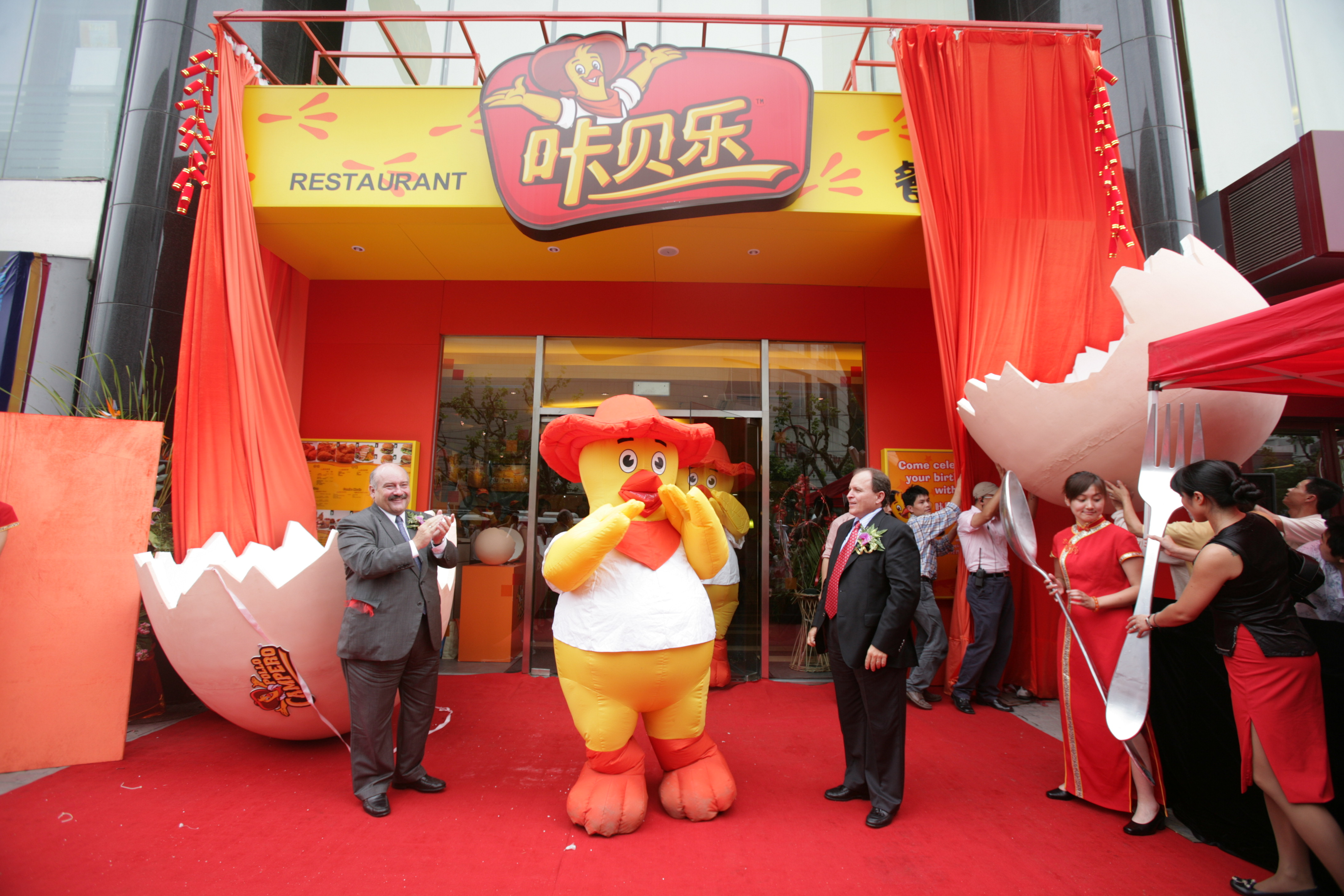
Eröffnung in Shanghai
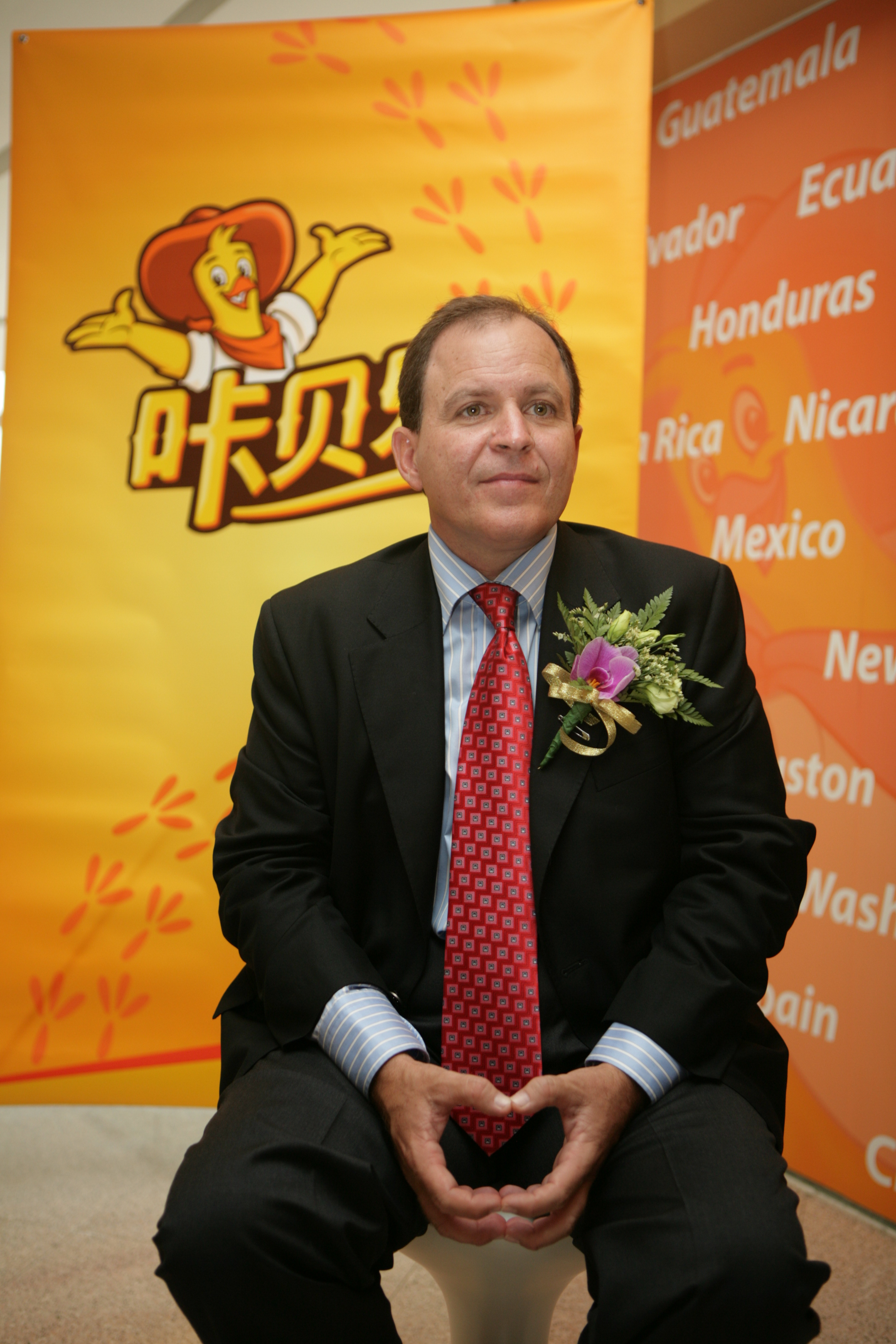
Juan José Gutiérrez